# Ischnocalanus gracilis
Ischnocalanus gracilis är en kräftdjursart som först beskrevs av Tanaka 1956.  Ischnocalanus gracilis ingår i släktet Ischnocalanus och familjen Paracalanidae. Inga underarter finns listade i Catalogue of Life.